# Batophila fallax
Batophila fallax es un coleóptero de la familia Chrysomelidae. Fue descrita en 1888 por Weise.